# Władysław Oksza-Orzechowski
Władysław Oksza-Orzechowski (ur. 31 października 1869 w Studzenicy, zm. ?) – oficer armii austriackiej i pułkownik kawalerii Wojska Polskiego.

## Życiorys
Urodził się w rodzinie posiadacza ziemskiego Justyna i Anny z Langów. Przed przyjęciem do Wojska Polskiego pełnił służbę wojskową w Cesarskiej i Królewskiej Armii. 
Na przełomie 1918/1919 był internowany przez Ukraińców w obozie w Kosaczowie. W WP dowodził 2 pułkiem Szwoleżerów Rokitniańskich i kierował pracami Sekcji I Remontu Departamentu IV Spraw Koni Ministerstwa Spraw Wojskowych (do 14 kwietnia 1920 r.), a następnie dowodził V Brygadą Jazdy i 2 Dywizją Jazdy. Z ostatniego stanowiska usunięty został po starciu pod Klekotowem. Najwyższa Komisja Opiniująca WP uchyliła jednak zarzuty stawiane Orzechowskiemu jako dowódcy 2 Dywizji Jazdy. 29 maja 1920 r. został zatwierdzony w stopniu pułkownika z dniem 1 kwietnia 1919 r. W latach 1922–1923 służył w Generalnym Inspektoracie Jazdy.

## Przebieg służby
- 1 lutego 1891 – 1 października 1984 – 6 p. uł. austriackich (młodszy oficer)
- 1 października 1894 – 31 grudnia 1898 – 6 pułk ułanów austriackich (adiutant pułku)
- 1 stycznia 1899 – 30 czerwca 1899 – słuchacz szkoły korpusu w Przemyślu
- 1 lipca 1899 – 1 września 1902 – 6 p.uł. austriackich (dowódca szkoły podoficerów)
- 1 maja 1907 – 1 maja 1914 – 1 p.uł austriackich (dowódca szwadronu)
- 1 maja 1914 – 1 marca 1915 – 3. p. uł. austriackich
- 1 marca 1915 – 15 maja 1918 – 3 p. uł. austriackich (dowódca dywizjonu)
- 15 maja 1918 – 1 listopada 1918 – 3 p. uł. austriackich (dowódca pułku)

Po 1 listopada 1918 r.
- Do 24 maja 1919 w niewoli ukraińskiej w Kołomyi
- 15 czerwca 1919 – 15 kwietnia 1921 2 p. szwol. (dowódca pułku)
- 1 lipca 1920 – 8 sierpnia 1920 – 2 D. Jazdy (dowódca dywizji)
- 18 sierpnia 1920 – 30 września 1920 chory w szpitalu OW w Krakowie
- 1 stycznia 1921 – 30 kwietnia 1921 – oficer Szkoły przy Dowództwie i kierownictwie frontu 2. DJ
- 1 maja 1921 – 2 Brygada Jazdy (dowódca)
- 1921 – 1923 – Generalny Inspektorat Jazdy (zastępca GIJ)

## Odznaczenia
- Order Korony Żelaznej III klasy z dekoracją wojenną i mieczami
- Krzyż Zasługi Wojskowej III klasy z dekoracją wojenną i mieczami
- Krzyż Zasługi Wojskowej III klasy
- Krzyż Wojskowy Karola
- Odznaka za Służbę Wojskową za 25 lat służby wojskowej
- Krzyż Jubileuszowy Wojskowy
- Medal Jubileuszowy (1898)
- Order Gwiazdy Rumunii III klasy